# Efectos personales
Personal Effects es una película estadounidense dramática del año 2009, dirigida por David Hollander y protagonizada por Kathy Bates, Ashton Kutcher, y Michelle Pfeiffer. Está basada en la historia de Rick Moody, Mansion on the Hill (de su libro Demonology). Esta película fue estrenada en Iowa City, Iowa el 12 de diciembre de 2008, como parte de la recaudación de fondos de ayuda tras las inundaciones de Iowa. El DVD fue lanzado universalmente el 12 de mayo de 2009.

## Trama
El luchador de 24 años de edad Walter (Ashton Kutcher) deja el equipo nacional en Iowa y regresa a su ciudad natal tras el brutal asesinato de su hermana melliza, Annie (Sarah Lind), para apoyar a su madre, Gloria (Kathy Bates), y su sobrina. Cuando él va con su madre a terapia, conoce a una viuda, Linda (Michelle Pfeiffer), cuyo esposo alcohólico fue asesinado por su amigo en un bar. Linda tiene un hijo sordomudo, Clay (Spencer Hudson), que extraña a su padre y tiene una ira reprimida contra el asesino.
Ella trabaja en el Centro Southside Community organizando bodas para personas necesitadas. Hacen amigos durante los ensayos y Walter invita a Clay a un local de entrenamiento de lucha libre. Mientras esperan por el veredicto de sus casos, Linda y Walter tienen una historia de amor.

## Elenco
- Michelle Pfeiffer como Linda.
- Ashton Kutcher como Walter.
- Kathy Bates como Gloria.
- Spencer Hudson (Topher Grace, voz sin crédito) como Clay.
- John Mann como Hank.
- David Lewis como Bruce.
- Rob LaBelle como Camden.
- Sarah Lind como Annie.
- Jay Brazeau como Martin.